# لولو (فیلم ۱۹۶۲)
لولو (انگلیسی: Lulu) یک فیلم در سبک درام و جنایی به کارگردانی رالف تیله است که در سال ۱۹۶۲ منتشر شد.

## بازیگران
- نادیا تیلر
- او. ئی. هاسه
- هیلدگارد کنف
- ماریو آدورف
- چارلز رینر
- رودولف فورستر
- لئون آسکین
- سیگهاردت راپ
- هربرت فوکس